# Mary Chapin Carpenter

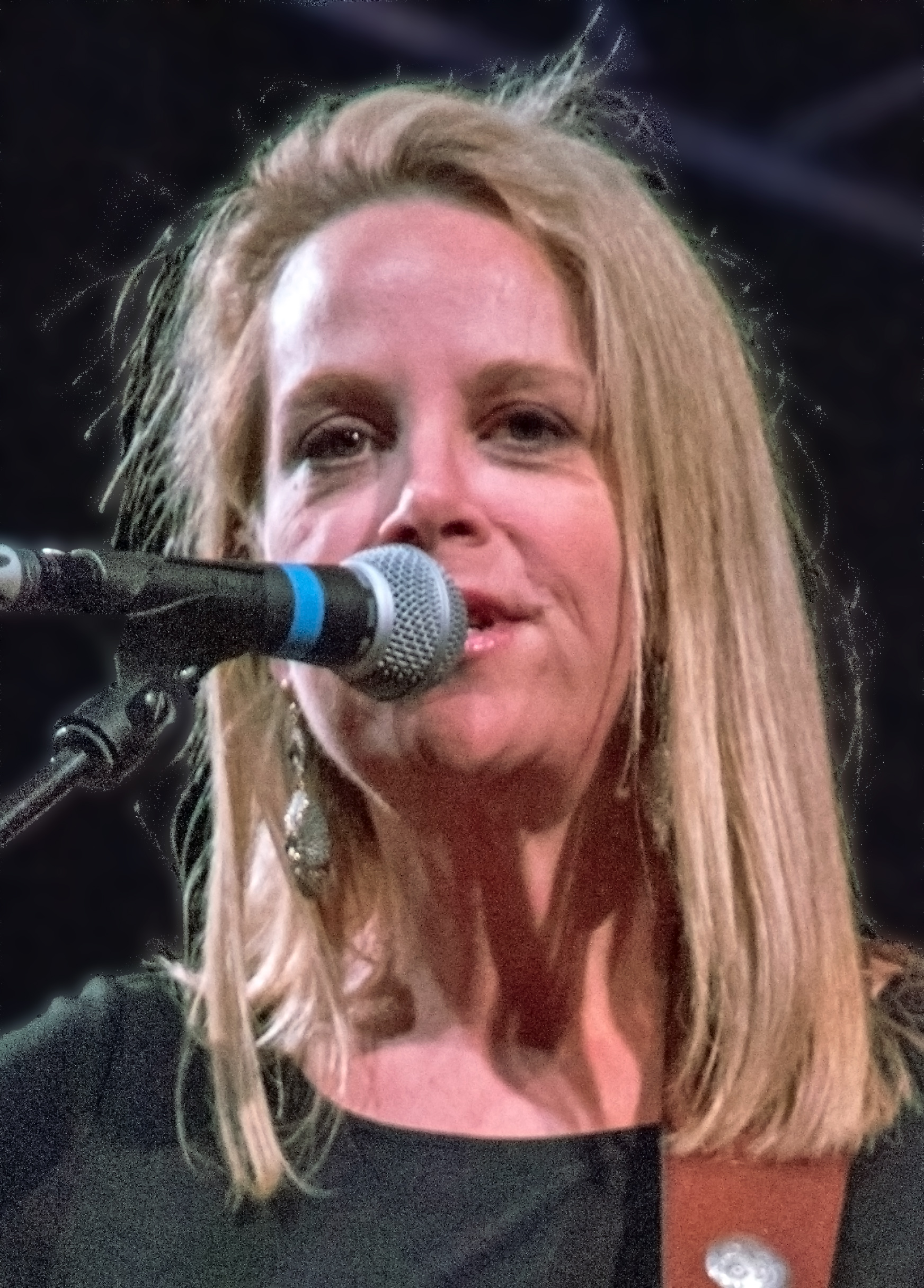
Mary Chapin Carpenter (2015)

Mary Chapin Carpenter (* 21. Februar 1958 in Princeton, New Jersey) ist eine US-amerikanische Country- und Folkmusik-Singer-Songwriterin.

## Leben
Mary Chapin Carpenter wurde 1958 in Princeton, New Jersey als Tochter eines Managers geboren und verbrachte einen Teil ihrer Kindheit in Japan. 1974 zog ihre Familie nach Washington, D.C., wo Carpenter in der lokalen Folkmusik-Szene auftrat. Sie studierte an der Brown University und verbrachte ein Jahr in Europa.

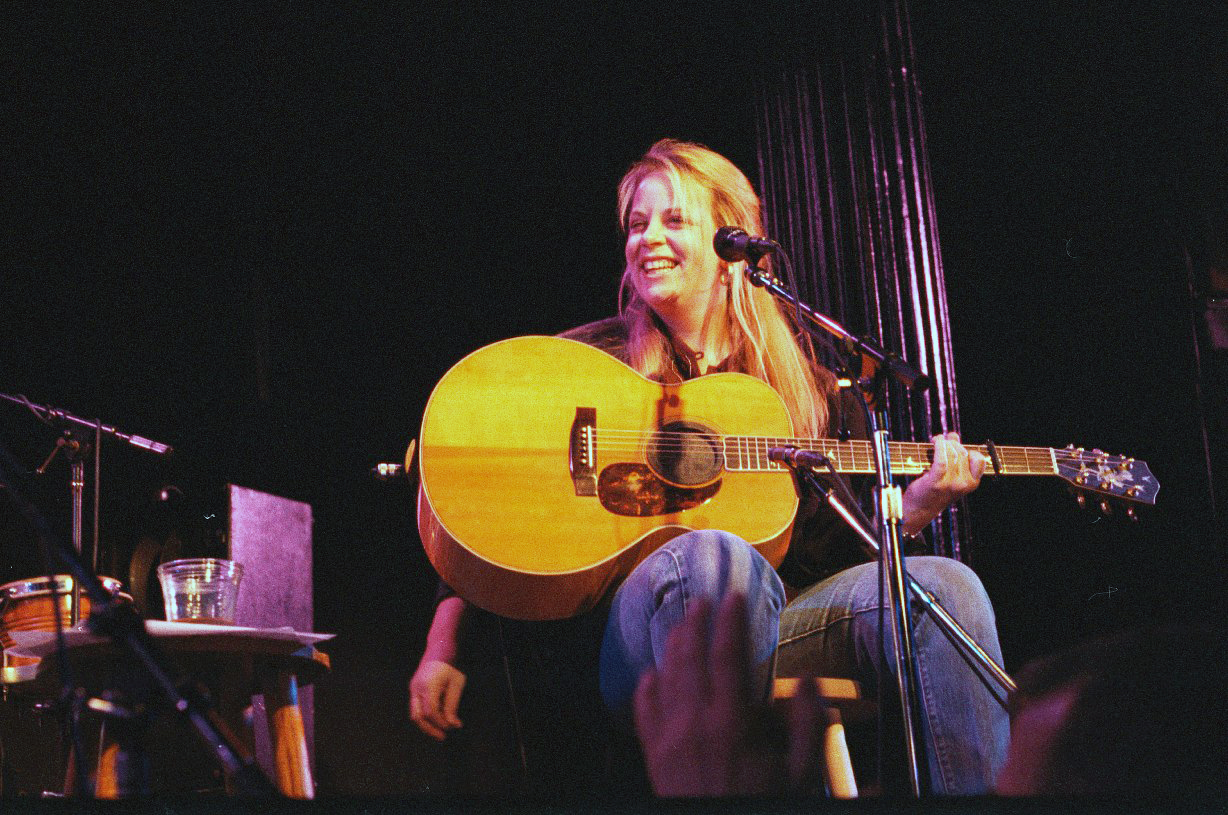
Mary Chapin Carpenter während eines Konzerts in New York, 2006

Mit dem Gitarristen John Jennings gründete Carpenter ein Folk-Duo. Sie traten in Washingtoner Clubs auf und produzierten einige Demo-Bänder. 1987 unterschrieb Mary Chapin einen Schallplattenvertrag bei Columbia Records. Im selben Jahr erschien ihr Debüt-Album, Hometown Girl. Das folk-orientierte Album machte zunächst recht wenig Eindruck in der Country-Szene. Aber bereits aus dem zweiten Album, State of the Heart wurden einige Singles ausgekoppelt, die mittlere Hitparaden-Positionen erreichten.
Akzeptanz als Country-Sängerin verschaffte sie sich schließlich 1990 mit Shooting Straight in the Dark. Das Album wurde vergoldet, und die Single-Auskopplung Down at the Twist and Shout erreichte Platz zwei der Country-Charts und brachte ihr einen Grammy ein. Im selben Jahr erhielt sie den begehrten CMA-Award Female Vocalist of the Year.
1992 erschien das Album Come On, Come On, das Platz 6 der Country-Charts belegte, mit Platin ausgezeichnet und von der CMA zum „Album des Jahres“ gewählt wurde. Das Folgealbum Stones in the Road erreichte ebenso wie die Singleauskopplung Shut Up and Kiss Me Platz 1 der Country-Charts.
Mary Chapin Carpenter trat auf beim Tribute Konzert zu Bob Dylans 30-jährigem Bühnenjubiläum, welches am 16. Oktober 1992 unter dem Namen „Bob Dylan 30th Anniversary Concert Celebration“ im Madison Square Garden New York stattfand. Sie interpretierte zusammen mit Shawn Colvin und Rosanne Cash den Titel „You Ain't Goin' Nowhere“.
Mary Chapin Carpenter gewann bisher insgesamt fünf Grammys, unter anderem für den Top-Ten-Hit I Feel Lucky, und mehrere CMA- und ACM-Awards. 2004 produzierte sie erstmals ein Album in Nashville: Between Here and Gone wurde mit bewährten Session-Musikern aufgenommen und enthält klassische Country-Elemente. Das Album The Calling aus dem Jahr 2007 erschien – wie auch die Alben 2010 und 2012 – beim Indie-Label Zoe Records und erreichte Platz 10 der US-Country-Charts.
Mary Chapin Carpenter war von 2002 bis 2010 verheiratet und lebt auf einer Farm in der Nähe von Charlottesville in Virginia.

## Diskografie

### Studioalben
| Jahr | Titel                                            | Höchstplatzierung, Gesamtwochen, AuszeichnungChartplatzierungen (Jahr, Titel, Platzierungen, Wochen, Auszeichnungen, Anmerkungen) | Höchstplatzierung, Gesamtwochen, AuszeichnungChartplatzierungen (Jahr, Titel, Platzierungen, Wochen, Auszeichnungen, Anmerkungen) | Höchstplatzierung, Gesamtwochen, AuszeichnungChartplatzierungen (Jahr, Titel, Platzierungen, Wochen, Auszeichnungen, Anmerkungen) | Anmerkungen                                                             |
| Jahr | Titel                                            | UK | US | Country | Anmerkungen                                                             |
| ---- | ------------------------------------------------ | --- | --- | --- | ----------------------------------------------------------------------- |
| 1987 | Hometown Girl                                    | — | — | — |                                                                         |
| 1989 | State of the Heart                               | — | US183 Gold · (10 Wo.)US | Country28 (67 Wo.)Country |                                                                         |
| 1990 | Shooting Straight in the Dark                    | — | US70 Platin · (52 Wo.)US | Country11 (150 Wo.)Country |                                                                         |
| 1992 | Come On, Come On                                 | UK— SilberUK | US31 ×4Vierfachplatin · (134 Wo.)US                                                                                               | Country6 (201 Wo.)Country |                                                                         |
| 1994 | Stones in the Road                               | UK26 Silber · (5 Wo.)UK | US10 ×2Doppelplatin · (40 Wo.)US                                                                                                  | Country1 (56 Wo.)Country | Grammy Award 1994: Best Country Album                                   |
| 1996 | Place in the World                               | UK36 (2 Wo.)UK | US20 Gold · (19 Wo.)US | Country3 (38 Wo.)Country |                                                                         |
| 2001 | Time *Sex* Love                                  | UK57 (1 Wo.)UK | US52 (10 Wo.)US | Country6 (44 Wo.)Country |                                                                         |
| 2004 | Between Here and Gone                            | — | US50 (5 Wo.)US | Country5 (16 Wo.)Country |                                                                         |
| 2007 | The Calling                                      | — | US59 (5 Wo.)US | Country10 (17 Wo.)Country |                                                                         |
| 2008 | Come Darkness, Come Light: 12 Songs of Christmas | — | US155 (2 Wo.)US | Country30 (28 Wo.)Country | Weihnachtsalbum                                                         |
| 2010 | The Age of Miracles                              | — | US28 (5 Wo.)US | Country6 (18 Wo.)Country |                                                                         |
| 2012 | Ashes and Roses                                  | UK26 (2 Wo.)UK | US72 (2 Wo.)US | Country16 (1 Wo.)Country |                                                                         |
| 2014 | Songs from the Movie                             | — | US75 (1 Wo.)US | — |                                                                         |
| 2016 | The Things That We Are Made Of                   | — | US102 (1 Wo.)US | Country8 (11 Wo.)Country |                                                                         |
| 2018 | Sometimes Just the Sky                           | UK74 (1 Wo.)UK | — | Country29 (1 Wo.)Country |                                                                         |
| 2020 | The Dirt and the Stars                           | — | — | — |                                                                         |
| 2025 | Looking for the Thread                           | — | — | — | Erstveröffentlichung: 24. Januar 2025 mit Julie Fowlis & Karine Polwart |
| 2025 | Personal History                                 | — | — | — |                                                                         |

### Livealben
- 1997: Jubilee: Live at Wolf Trap
- 2021: One Night Lonely

### Kompilationen
| Jahr | Titel                               | Höchstplatzierung, Gesamtwochen, AuszeichnungChartplatzierungen (Jahr, Titel, Platzierungen, Wochen, Auszeichnungen, Anmerkungen) | Höchstplatzierung, Gesamtwochen, AuszeichnungChartplatzierungen (Jahr, Titel, Platzierungen, Wochen, Auszeichnungen, Anmerkungen) | Höchstplatzierung, Gesamtwochen, AuszeichnungChartplatzierungen (Jahr, Titel, Platzierungen, Wochen, Auszeichnungen, Anmerkungen) | Anmerkungen |
| Jahr | Titel                               | UK | US | Country | Anmerkungen |
| ---- | ----------------------------------- | --- | --- | --- | ----------- |
| 1999 | Party Doll and Other Favorites      | — | US43 Gold · (17 Wo.)US | Country4 (64 Wo.)Country |             |
| 2003 | The Essential Mary Chapin Carpenter | — | — | Country60 (5 Wo.)Country |             |

Weitere Kompilationen
- 2007: Super Hits
- 2008: Playlist: The Very Best of Mary Chapin Carpenter
- 2008: Triple Feature

### Singles
| Jahr | Titel Album                                               | Höchstplatzierung, Gesamtwochen, AuszeichnungChartplatzierungen (Jahr, Titel, Album, Platzierungen, Wochen, Auszeichnungen, Anmerkungen) | Höchstplatzierung, Gesamtwochen, AuszeichnungChartplatzierungen (Jahr, Titel, Album, Platzierungen, Wochen, Auszeichnungen, Anmerkungen) | Höchstplatzierung, Gesamtwochen, AuszeichnungChartplatzierungen (Jahr, Titel, Album, Platzierungen, Wochen, Auszeichnungen, Anmerkungen) | Höchstplatzierung, Gesamtwochen, AuszeichnungChartplatzierungen (Jahr, Titel, Album, Platzierungen, Wochen, Auszeichnungen, Anmerkungen) | Anmerkungen                                                                                      |
| Jahr | Titel Album                                               | DE | UK | US | Country | Anmerkungen                                                                                      |
| ---- | --------------------------------------------------------- | --- | --- | --- | --- | ------------------------------------------------------------------------------------------------ |
| 1989 | How Do State of the Heart                                 | — | — | — | Country19 (17 Wo.)Country |                                                                                                  |
| 1989 | Never Had It So Good State of the Heart                   | — | — | — | Country8 (25 Wo.)Country |                                                                                                  |
| 1990 | Quittin’ Time State of the Heart                          | — | — | — | Country7 (27 Wo.)Country |                                                                                                  |
| 1990 | Something of a Dream State of the Heart                   | — | — | — | Country14 (21 Wo.)Country |                                                                                                  |
| 1990 | You Win Again Shooting Straight in the Dark               | — | — | — | Country16 (20 Wo.)Country |                                                                                                  |
| 1991 | Down at the Twist and Shout Shooting Straight in the Dark | — | — | — | Country2 (20 Wo.)Country | Grammy Award 1991: Best Female Country Vocal Performance                                         |
| 1991 | Going Out Tonight Shooting Straight in the Dark           | — | — | — | Country14 (19 Wo.)Country |                                                                                                  |
| 1991 | Right Now Shooting Straight in the Dark                   | — | — | — | Country15 (20 Wo.)Country |                                                                                                  |
| 1992 | I Feel Lucky Come On Come On                              | DE69 (4 Wo.)DE | — | — | Country4 (20 Wo.)Country | Grammy Award 1992: Best Female Country Vocal Performance Don Schlitz feat. Mary Chapin Carpenter |
| 1992 | Not Too Much to Ask Come On Come On                       | — | — | — | Country15 (20 Wo.)Country |                                                                                                  |
| 1993 | Passionate Kisses Come On Come On                         | DE58 (11 Wo.)DE | — | US57 (11 Wo.)US | Country4 (20 Wo.)Country | Grammy Award 1993: Best Female Country Vocal Performance                                         |
| 1993 | He Thinks He’ll Keep Her Come On Come On                  | — | UK71 (1 Wo.)UK | — | Country2 (18 Wo.)Country |                                                                                                  |
| 1993 | The Bug Come On Come On                                   | — | — | — | Country16 (18 Wo.)Country |                                                                                                  |
| 1993 | The Hard Way Come On Come On                              | — | — | — | Country11 (20 Wo.)Country |                                                                                                  |
| 1994 | I Take My Chances Come On Come On                         | — | — | — | Country2 (20 Wo.)Country |                                                                                                  |
| 1994 | Shut Up & Kiss Me Stones in the Road                      | — | UK35 (2 Wo.)UK | US90 (6 Wo.)US | Country1 (20 Wo.)Country | Grammy Award 1994: Best Female Country Vocal Performance                                         |
| 1994 | Tender When I Want to Be Stones in the Road               | — | — | — | Country6 (20 Wo.)Country |                                                                                                  |
| 1995 | House of Cards Stones in the Road                         | — | — | — | Country21 (10 Wo.)Country |                                                                                                  |
| 1995 | Why Walk When You Can Fly Stones in the Road              | — | — | — | Country45 (6 Wo.)Country |                                                                                                  |
| 1996 | Let Me into Your Heart A Place in the World               | — | — | — | Country11 (19 Wo.)Country |                                                                                                  |
| 1997 | I Want to Be Your Girlfriend A Place in the World         | — | — | — | Country35 (11 Wo.)Country |                                                                                                  |
| 1997 | Keeping the Faith A Place in the World                    | — | — | — | Country58 (5 Wo.)Country |                                                                                                  |
| 1999 | Almost Home Party Doll and Other Favorites                | — | — | US85 (7 Wo.)US | Country22 (21 Wo.)Country |                                                                                                  |
| 1999 | Wherever You Are Party Doll and Other Favorites           | — | — | — | Country55 (7 Wo.)Country |                                                                                                  |
| 2001 | Simple Life Time* Sex* Love*                              | — | — | — | Country53 (6 Wo.)Country |                                                                                                  |

Weitere Singles
- 1987: A Road Is Just a Road
- 1987: A Lot Like Me
- 1988: Just Because
- 1996: Grow Old With Me
- 2001: This Is Me Leaving You
- 2004: Beautiful Racket
- 2004: What Would You Say to Me
- 2007: On with the Song
- 2007: It Must Have Happened
- 2008: Christmas Time in the City
- 2010: I Put My Ring Back On
- 2010: The Way I Feel
- 2012: Soul Companion (feat. James Taylor)
- 2014: Ideas Are Like Stars
- 2016: Something Tamed Something Wild

### Gastbeiträge
| Jahr | Titel Album                    | Höchstplatzierung, Gesamtwochen, AuszeichnungChartplatzierungen (Jahr, Titel, Album, Platzierungen, Wochen, Auszeichnungen, Anmerkungen) | Höchstplatzierung, Gesamtwochen, AuszeichnungChartplatzierungen (Jahr, Titel, Album, Platzierungen, Wochen, Auszeichnungen, Anmerkungen) | Höchstplatzierung, Gesamtwochen, AuszeichnungChartplatzierungen (Jahr, Titel, Album, Platzierungen, Wochen, Auszeichnungen, Anmerkungen) | Höchstplatzierung, Gesamtwochen, AuszeichnungChartplatzierungen (Jahr, Titel, Album, Platzierungen, Wochen, Auszeichnungen, Anmerkungen) | Anmerkungen                                                                                      |
| Jahr | Titel Album                    | DE | UK | US | Country | Anmerkungen                                                                                      |
| ---- | ------------------------------ | --- | --- | --- | --- | ------------------------------------------------------------------------------------------------ |
| 1993 | Romeo Come On Come On          | — | — | US50 (14 Wo.)US | Country27 (20 Wo.)Country | Dolly Parton feat. Mary Chapin Carpenter, Billy Ray Cyrus, Pam Davis, Kathy Mattea, Tanya Tucker |
| 1996 | One Cool Remove Cover Girl     | — | UK40 (3 Wo.)UK | — | — | mit Shawn Colvin                                                                                 |
| 1998 | It’s Only Love Crown of Jewels | — | — | — | Country67 (9 Wo.)Country | mit Randy Scruggs                                                                                |

## Die bedeutendsten Auszeichnungen
| Jahr | Org.   | Award                                 |
| ---- | ------ | ------------------------------------- |
| 1989 | ACM    | Top New Female Vocalist               |
| 1991 | Grammy | Best Female Country Vocal Performance |
| 1992 | ACM    | Top Female Vocalist                   |
| 1992 | CMA    | Female Vocalist of the Year           |
| 1992 | Grammy | Best Female Country Vocal Performance |
| 1993 | CMA    | Female Vocalist of the Year           |
| 1993 | Grammy | Best Female Country Vocal Performance |
| 1994 | Grammy | Best Country Album                    |
| 1994 | Grammy | Best Female Country Vocal Performance |